# José María Álvarez de Toledo y Acuña
José Álvarez de Toledo y Acuña (París, 6 de agosto de 1838-Madrid, 18 de agosto de 1898), también conocido como conde de Xiquena, fue un diplomático y político español, ministro de Fomento durante la regencia de María Cristina de Habsburgo-Lorena.

## Biografía
Nacido en París el 6 de agosto de 1838, fue I conde de Xiquena desde 1865 y I duque de Bivona, inició su carrera política como diputado por Logroño en las elecciones de 1864 consiguiendo ese mismo escaño en las elecciones de 1865, 1867 y 1876 para pasar, en 1879, a ocupar plaza de senador por Canarias. En 1881 vuelve como diputado al Congreso al lograr un escaño por la circunscripción de Puerto Rico repitiendo en las elecciones de 1886, en esta ocasión por la provincia de Toledo. Entre 1891 y 1893 vuelve al senado en representación de Jaén y por último, en 1893, retorna nuevamente al Congreso al obtener en las elecciones un escaño por Cuba. Escaño que abandonará en 1894 al ser nombrado presidente del Consejo de Estado.
Fue ministro de Fomento entre el 11 de diciembre de 1888 y el 21 de enero de 1890, cartera que volvería a ocupar entre el 4 de octubre de 1897 y el 18 de mayo de 1898 en ambos casos en gabinetes presididos por Sagasta.
Asimismo fue gobernador civil de Madrid entre 1881 y 1883 y también en 1885. Ciudad en la que falleció en el 18 de agosto de 1898, y cuya municipalidad le dedicó una calle con su título principal en 1901.